# Tirol Cycling Team
Tirol Cycling Team é uma equipe de ciclismo de estrada da categoria continental UCI com sede na Áustria. Criada em 2008, disputa as provas dos Circuitos Continentais da UCI.